# 西班牙栓皮栎

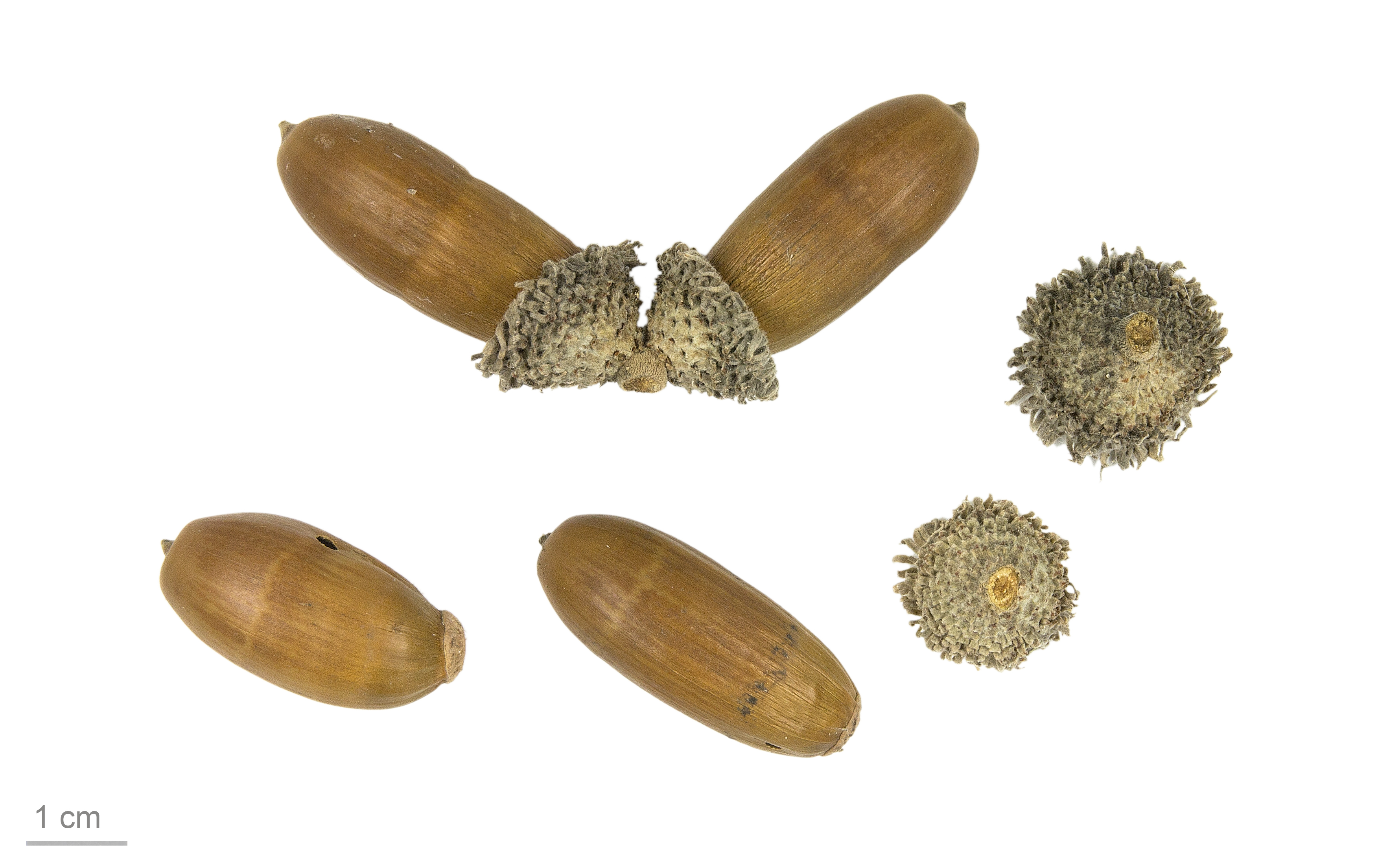
Quercus suber

西班牙栓皮栎（学名：Quercus suber）为壳斗科栎属下的一个种。是一種中型常綠橡樹，原產於西北亞和西南歐。常被用來製作軟木塞，因此又被稱為軟木橡樹或木塞橡樹。
軟木橡樹最高可生長到20公尺，但在一般自然環境卻少有如此高大。葉長約4~7厘米邊緣微裂或有鋸齒狀，葉面暗綠色葉背則呈現泛白色，葉於支末端呈自然垂落狀。種子約2~3公分長，與一般橡樹子不同在於殼斗呈現流蘇杯狀。

## 生態環境
天然軟木橡樹林是可提供多樣生態的環境。例如，北非西北角摩洛哥一帶的軟木橡樹林則是瀕臨絕種的巴巴里獼猴很好的棲息地，另外在歐洲葡萄牙及西班牙一帶軟木橡樹林保護了瀕臨絕種的伊比利亚猞猁。相較於其它樹木，軟木橡樹厚重的軟木樹皮在森林火災時能適當阻絕火焰對樹木本身的傷害，使軟木橡樹於火災結束後仍能樹冠及支末快速長出新的樹葉。

## 扩展阅读
- 維基物種上的相關：西班牙栓皮栎